# Lukasz Gadowski

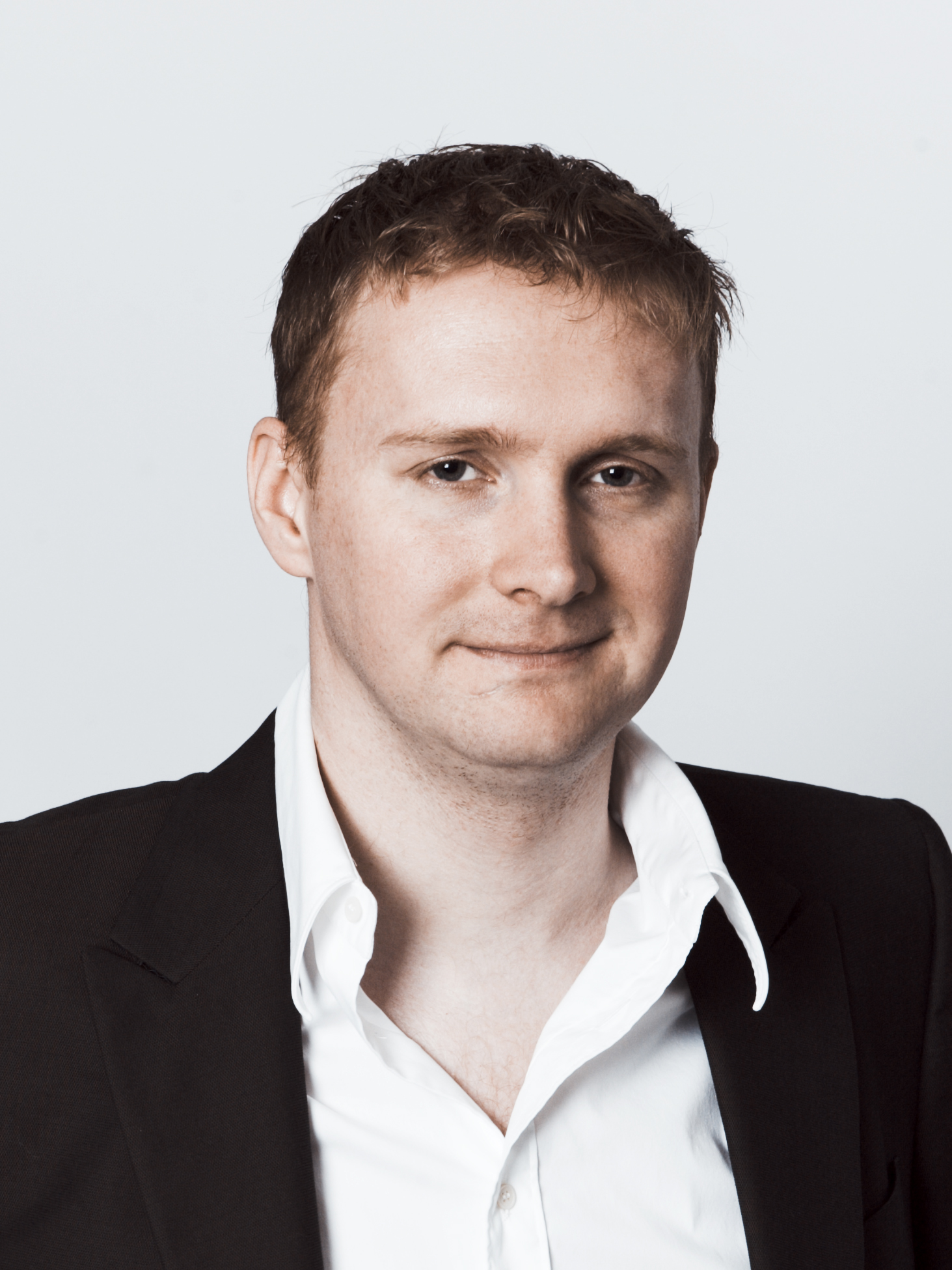
Lukasz Gadowski 2007

Lukasz Gadowski (* 1977 in Prudnik) ist ein deutsch-polnischer Internet-Unternehmer, Gründer und Risikokapitalgeber.

## Leben
Gadowski wurde in Polen geboren und kam in den 1980er Jahren mit seiner Familie nach Deutschland. Er studierte Wirtschaftsinformatik und Wirtschaft an der Universität Paderborn, der Universität Mannheim, der Georgia Tech in Atlanta und der Handelshochschule Leipzig.

## Wirken
Während des Studiums in Leipzig gründete Gadowski 2001 die Firma Spreadshirt, einen Onlineshop für individuell bedruckbare Textilien.
2005 beteiligte sich Gadowski als Mitgründer am sozialen Netzwerk studiVZ, das Anfang 2007 für geschätzte 85 Millionen Euro an Holtzbrinck verkauft wurde.
2007 zog Gadowski nach Berlin. Dort gründete er 2008 gemeinsam mit mehreren Partnern Team Europe Ventures (inzwischen Team Global), einen Risikokapitalgeber. Zu seinen Gründungen und Beteiligungen gehören unter anderen der Online-Shopping-Club brands4friends, der Ende 2010 für 150 Millionen Euro an eBay verkauft wurde, der Werbedienstleister madvertise, der Brillen-Händler Mister Spex und der Pizza-Service Lieferheld. 2011 war er Mitgründer von Delivery Hero. 2013 verkaufte Team Europe seine Anteile an Mister Spex, nachdem der Brillenversand eine 16-Millionen-Euro-Finanzierung durch Scotish Equity Partners erhalten hatte. Team Europe hält nur noch Restanteile. 2011 kooperierte Team Europe mit Hasso Plattner Ventures, einer Beteiligungsgesellschaft, mit der SAP-Gründer Hasso Plattner junge Internet-Firmen finanziert. 2012 wurde die Kooperation wieder aufgelöst.
2019 investierte Gadowski in den Solaranlagen-Vermieter Enpal. Ebenfalls 2019 gründete er das E-Scooter-Start-up Circ. Nachdem eine Anschlussfinanzierung nicht zustande gekommen war, wurde dieses bereits im Folgejahr vom Konkurrenten Bird übernommen.
Mit Team Global investierte Gadowski 2021 100 Millionen Dollar in das chinesische Luftmobilität-Unternehmen Autoflight. Zuvor hatte er bereits 2016 in das Flugtaxi-Start-up Volocopter investiert.
2021 finanzierte und gründete er zusammen mit Klaus-Peter Haupt das Schülerforschungsnetzwerk Deutschland, welches das FutureSpace in Kassel betreibt.
Für seine „Rolle im Start-up-Ökosystem“ erhielt Gadowski im Mai 2021 den Sonderpreis der Deutschen Startup Awards, der vom Bundesverband Deutsche Startups zusammen mit der Beratungsfirma PricewaterhouseCoopers vergeben wurde.
Gadowski hält über seine Firma Luktev GmbH einen Anteil von 47 Prozent am Carsharinganbieter Miles Mobility.